# Pigalowo (obwód niżnonowogrodzki)
Pigalowo (ros. Пигалёво) – wieś (dieriewnia) w Rosji, w obwodzie niżnonowogrodzkim, w rejonie woskriesieńskim. W 2010 liczyła 35 mieszkańców.